# Manidens
Manidens – rodzaj dinozaura ptasiomiednicznego z rodziny heterodontozaurów (Heterodontosauridae) żyjącego w środkowej lub wczesnej jurze na terenach współczesnej Ameryki Południowej.

## Budowa
Żuchwa bez kości przedzębowej mierzy 63 mm długości, co sugeruje, że cała mierzyła prawdopodobnie nie więcej niż 75 mm, czyli w przybliżeniu tyle, ile żuchwa fruitadensa – jednego z najmniejszych znanych dinozaurów ptasiomiednicznych, także należącego do Heterodontosauridae. Podobnie jak inne bazalne ptasiomiedniczne, Manidens miał okrągłe i duże oczodoły i stosunkowo krótki pysk. Długość całego zwierzęcia Pol i współpracownicy szacują na około 50–60 cm. W żuchwie nie występowało okno żuchwowe. Podobnie jak u innych heterodontozaurów, uzębienie manidensa jest silnie heterodontyczne, jednak ze względu na niekompletność materiału kopalnego dokładna liczba zębów nie może być ustalona. Obecne były powiększone zęby przypominające kły, charakterystyczne dla wielu przedstawicieli tej grupy.

## Systematyka
Według analizy filogenetycznej przeprowadzonej przez Pola i współpracowników, Manidens jest heterodontozaurydem bardziej zaawansowanym niż późniejsze od niego Tianyulong i Fruitadens i siostrzanym dla kladu obejmującego występujące na terenach dzisiejszej południowej Afryki rodzaje Heterodontosaurus, Abrictosaurus, Lycorhinus oraz nienazwany takson reprezentowany przez okaz BMNH A100.

## Historia odkryć
Manidens został opisany w 2011 roku przez Diego Pola, Olivera Rauhuta i Marcosa Becerrę w oparciu o niekompletny szkielet (MPEF-PV 3211) obejmujący większą część czaszki i żuchwy, kręgi szyjne, tułowiowe i krzyżowe, lewą łopatkę i kości krucze oraz niemal kompletną obręcz miedniczną. Holotyp wydobyto ze środkowojurajskich osadów formacji Cañadón Asfalto w argentyńskiej prowincji Chubut, w lokalizacji Queso Rallado, położonej około 2,3 km na zachód od wioski Cerro Cóndor. Wiek warstw Cañadón Asfalto często ocenia się na kelowej–oksford, jednak nowsze analizy uranowo-ołowiowe i palinologiczne sugerują, że formacja ta może mieć 167–171 mln lat. Badania Cúneo i współpracowników (2013) wskazują, że osady, w których odkryto skamieniałości Manidens są jeszcze starsze, wczesnojurajskie (toark). Oprócz holotypu do Manidens przypisano również pojedyncze tylne zęby odnalezione w tej samej lokalizacji.
Nazwa Manidens pochodzi od łacińskich słów manus („ręka”) i dens („ząb”), co odnosi się do tylnych zębów manidensa, kształtem przypominających ludzką dłoń. Epitet gatunkowy gatunku typowego, condorensis, odnosi się do wioski Cerro Cóndor, w pobliżu której odnaleziono holotyp.